# Ferskvandsål
Ferskvandsål (Anguillidae) er en familie af ål og i denne er der kun slægten Anguilla.
Afhængig af alder, region og land er der forskellige navne for ål; bredhovedet ål, flodål, gulål, sølvål, glasål, blankål, spidshovedet ål, eel (eng.) og Anguille (fransk).
I slægten Anguilla kendes der kun 20 arter. De lever i stillestående og strømmende ferskvand i Europa, Østasien, Nordafrika, Australien såvel som nord- og Mellemamerika.

## Kendetegn
Ferskvandsål har én sammenhængende finne. I ålens mund er der små børstelignende tænder.
Hanål bliver max. 50-60 cm og vejer da omkring 0,3 kg hvorimod hunål kan blive op til 150 cm lange og veje indtil 6 kg. I fangenskab kan ålene blive længere, og der er eksempler på, at de kan blive op til 88 år gamle.

## Udbredelse og levevis
Ferskvandsål er katadrome, hvilket vil sige at de for det meste vokser op i ferskvand og gyder i saltvand. De er natdyr og er om dagen gemt i slambanker. Ferskvandsål kan få dækket halvdelen af deres iltbehov gennem huden og kan derfor "kravle" kortere strækninger over fugtigt land.
De forskellige ålearter lever i forskellige dele af verden:
- Den europæiske ål (Anguilla anguilla) lever i Europas, lilleasiens og nordafrikas flodsystemer. Desuden lever den ved nordsøkyster og i østersøen.
- Den amerikanske ål (Anguilla rostrata) adskiller sig ikke væsentligt fra den europæiske ål, men lever i de nordamerikanske floder der udmunder i atlanterhavet.
- Den japanske ål (Anguilla japonica) kommer i østasien.
- Anguilla nebulosa, Anguilla bicolor og Anguilla mossambica lever i det østlige af sydafrikanske vande.
- Anguilla marmorata findes ikke kun i østafrika men også på talrige stillehavsøer inkl. Hongkong og sydjapan.
- Endemiske arter som f.eks. Anguilla bornensis lever kun på Borneo i floden Bo – andre eksempler er Anguilla anterioris der lever i Ny Guinea og Anguilla ancestralis der kun lever på øen Sulawesi.

## Ernæring
Ål er rovfisk og spiser så godt som alt hvad der kan passere gennem munden.

## Forplantning
Ved begyndende kønsmodning vandrer samtlige ferskvandsål ud i havet. For hanål sker det ved 6-9 års alderen, hvorimod det ved hunål sker ved 12-15 års alderen.
Forskning ved Max-Planck-Instituttet for Infektionsbiologi i Berlin har i samarbejde med canadiske kolleger via DNA fundet ud af at ålene hovedsagelig gyder/parrer sig med ål fra deres hjemstavn. Man formoder at det skyldes at ål fra de forskellige regioner kommer til Sargassohavet i Atlanterhavet ud for Nordamerika på forskellige tidspunkter.
Alle europæiske ål og amerikanske ål gyder i nærheden af Bahamas. Herfra benytter den europæiske ål Golfstrømmen og kommer til Europa på ca. 3 år. Den amerikanske ål svømmer til de østvendte nordamerikanske floder på ca. 1,5 år.
Det vides ikke hvor de afrikanske, japanske og andre asiatiske arter gyder.

## Den europæiske åls udviklingscyklus
Efter de 3 år i Golfstrømmen er ålelarverne ca. 50-70 mm lange. Før indvandringen i floderne undergår larverne på en ukendt måde en metamorfose på kun 24 timer til den typiske åleform og kaldes nu glasål. De unge ål kommer til Frankrig og Storbritannien i september, i Nordsøen i februar og i Østersøen i maj. Efter at være kommet i ferskvand begynder de at danne mere pigment og bliver derfor mere brunlige. Mange hunål og de fleste hanål bliver i brakvandszonen.
De voksne kønsmodne europæiske ål starter som regel tilbagevandringen fra august til oktober. Farven ændrer sig fra gulgrøn til sølvfarvet, og ålene kaldes nu blankål. Med farveændringen begynder øjnene at vokse. Ålene er meget fede, når de begynder den ca. 5000 km lange vandring tilbage til Sargassohavet. Under vandringen spiser de ikke. Efter gydning dør ålene.
Mange af disse ejendommelige forhold blev først beskrevet af den danske biolog Johannes Schmidt som, understøttet af Carlsbergfondet, ledede en (eller flere?) ekspeditioner med havundersøgelsesskibet Dana.

## Systematik
Systematik for Anguilla:
- Europæisk ål (Anguilla anguilla)
- Amerikansk ål (Anguilla rostrata)
- Borneo-ål (Anguilla bornensis)
- Celebes-ål (Anguilla ancestralis)
- Indopasifisk ål (Anguilla marmorata)
- Japanisk ål (Anguilla japonica)
- Langfinnet ål Anguilla reinhardtii
- Ny Guinea ål (Anguilla anterioris)
- Newzealandsk ål (Anguilla dieffenbachii)
- Anguilla nebulosa (Afrika)
- Anguilla bicolor (Afrika)
- Anguilla mossambica (Afrika)

## Evolution
Der er fundet fossiler fra Anguilla familien siden øvre miocæn i den neogene tidsperiode.

## Ål som kæledyr
Der er eksempler på at ål er blevet holdt som kæledyr.
Et eksempel er her. Det var oprindelig meningen at ålen skulle have været spist, da den blev fanget i 1969 i en nærliggende kanal, men sønnen Richter ville ikke have at ålen blev slået ihjel og spist til middag. Ålen blev derfor placeret i familiens badekar og børnene legede med den og hermed blev ålen Aalfred en del af familien. Aalfred har siden levet i familiens badekar og flyttet med, når familien flyttede. Når nogen i familien skal bade, svømmede Aalfred selv ind i en spand, der så blev sat ved siden af badekaret.